# Teleskop Jamesa Clerka Maxwella

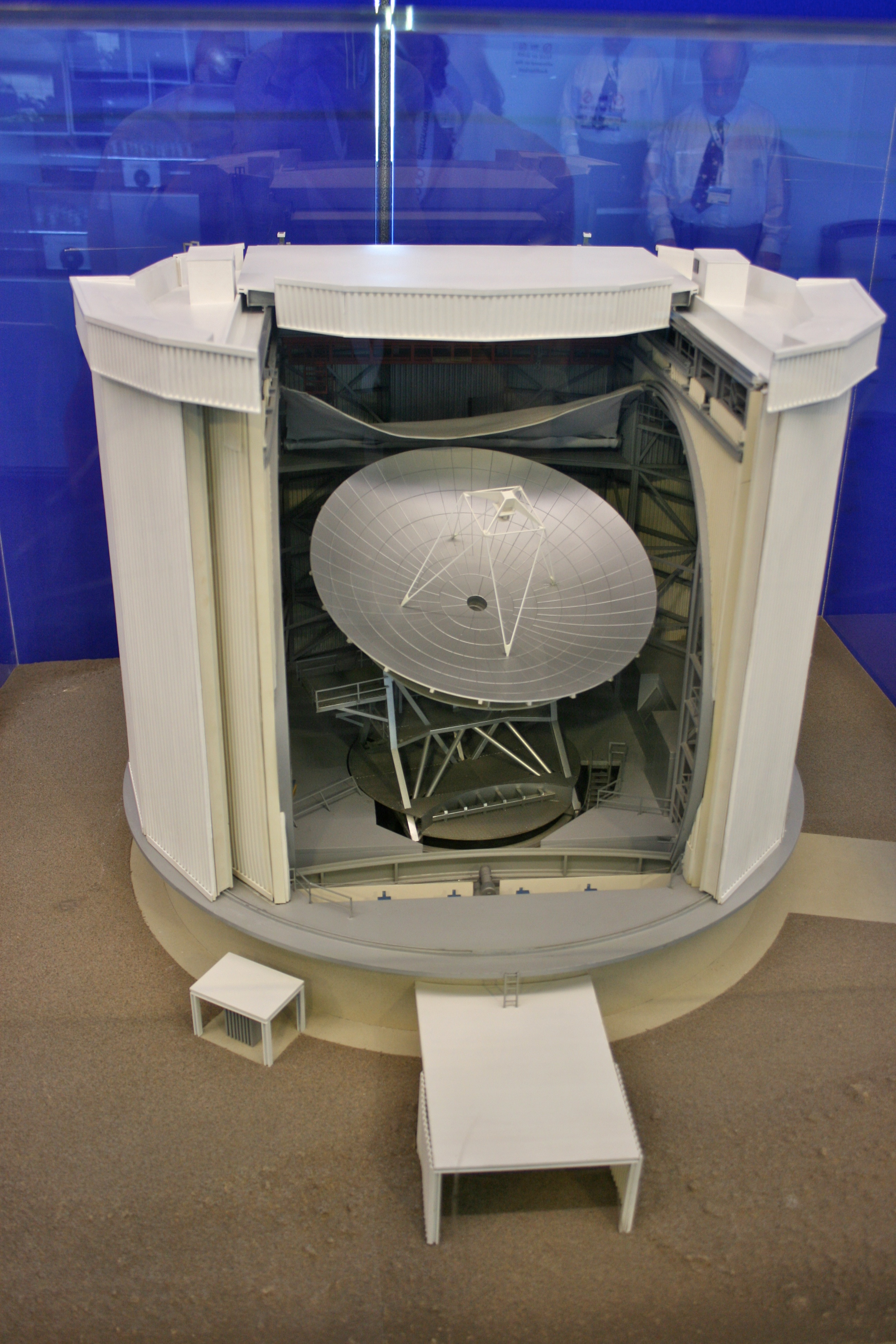
Model Teleskopu Jamesa Clerka Maxwella

Teleskop Jamesa Clerka Maxwella (ang. James Clerk Maxwell Telescope, w skrócie JCMT) – radioteleskop umożliwiający obserwacje fal submilimetrowych. Jego główna czasza ma średnicę 15 m i jest on największym teleskopem o pojedynczej czaszy umożliwiającym obserwacje w submilimetrowym pasmie fal elektromagnetycznych. Znajduje się w pobliżu wierzchołka wulkanu Mauna Kea na Hawajach, w obrębie zespołu obserwatoriów astronomicznych. Rozpoczął pracę w 1987 roku. Został nazwany na cześć szkockiego fizyka i matematyka Jamesa Clerka Maxwella.
W latach 1987–2015 operatorem obserwatorium było Joint Astronomy Centre z siedzibą w Hilo na Hawajach, a jego prace finansowały Wielka Brytania, Kanada i Holandia (do 2013 roku). Od roku 2015 operatorem obserwatorium jest East Asian Observatory (pol. Obserwatorium Wschodnioazjatyckie), z siedzibą również w Hilo, a krajami finansującymi prace są Chiny, Japonia, Tajwan i Korea Południowa, dodatkowe wsparcie finansowe pochodzi z Wielkiej Brytanii oraz uczestniczących w projektach badawczych uniwersytetów brytyjskich i kanadyjskich.

## Instrumenty
Teleskop wykorzystuje dwa rodzaje instrumentów – szerokopasmowe odbiorniki widma ciągłego i odbiorniki heterodynowe linii spektralnej.
Obecnie wykorzystywany odbiornik widma ciągłego to Submillimetre Common-User Bolometer Array, w skrócie SCUBA-2, uruchomiony w 2011 roku. Odbiornik ten ma 5120 elementów i pozwala na obserwacje fal o długości 450 i 850 μm jednocześnie, całkowita ilość pikseli to 10 240. Aparat wykorzystuje czujniki nadprzewodnikowe. Jest 100–150 razy szybszy w mapowaniu nieba niż poprzednia wersja urządzenia SCUBA pracująca w latach 1997–2005. 
Teleskop wyposażono w dwa odbiorniki pozwalające na prowadzenie obserwacji submilimetrowych:
- HARP – Heterodyne Array Receiver Program, o 16 elementach, badający pasma pomiędzy 325 i 375 GHz, został zaprojektowany i zbudowany na Uniwersytecie w Cambridge z pomocą innych zespołów[6].
- RxW – Receiver W, odbiornik dwukanałowy, bada pasmo między 620 a 710 GHz, zaprojektowany w obserwatorium MRAO (ang. Mullard Radio Astronomy Observatory) Uniwersytetu w Cambridge[7]. Nie jest już używany[5].

Odbiorniki współpracują z cyfrowym spektrometrem ACSIS (ang. Auto Correlation Spectral Imaging System).
Na rok 2019 planowane jest zamówienie nowego instrumentu tego typu o nazwie Namakanui wyposażonego w trzy odbiorniki.

## Projekty badawcze

### SCUBA-2 All Sky Survey
Jest to astronomiczny przegląd nieba wykorzystujący aparat SCUBA-2 do obserwacji promieniowania o długości fali 850 µm. Badanie rozpoczęło się w 2011 roku. Celem projektu jest zbadanie jak największego obszaru nieba pod kątem występowania zimnych gazów i pyłu. Obserwacje mogą rzucić nowe światło na proces powstawania gwiazd i pozwolić na odkrycie nowych galaktyk gwiazdotwórczych.

### Teleskop Horyzontu Zdarzeń
JCMT należy do teleskopów biorących udział w projekcie badawczym Event Horizon Telescope, w skrócie EHT (pol. Teleskop Horyzontu Zdarzeń). Projekt ten ma na celu obserwację czarnych dziur, przy użyciu techniki interferometrii wielkobazowej. 